# La valle del diavolo
La valle del diavolo è un film del 1943 diretto da Mario Mattoli.

## Trama
Un medico deve raggiungere la California ma a causa di un incidente della carrozza deve fermarsi nella Valle del Diavolo. Con lui viaggiano la figlia, la sorella e un giovane assistente.
Il gruppo viene accolto dal signore del luogo, un barone dai modi bizzarri che riesce a sposare la giovane ragazza ignara della vera natura dell'uomo.
Poco tempo dopo la ragazza chiede aiuto al padre che arriva proprio mentre nella valle infuria una epidemia di vaiolo. L'uomo pensa bene di iniettare il virus al barone ma la figlia lo dissuade dal compiere un tale delitto. Fortunatamente una frana uccide il barone e la ragazza può finalmente sposare il giovane assistente di cui è sempre stata innamorata.

## Distribuzione
Il film venne distribuito nelle sale cinematografiche a partire dal 6 aprile del 1943.